# Фоли, Мэдлин
Мэдлин Фоли (англ. Madeline June Foley; 1923, Нью-Йорк — 2 февраля 1982, Марлборо, штат Вермонт) — американская виолончелистка.
Дочь скрипачки и музыкального педагога Кристин Детье (Christine Dethier; 1900—1995).
Окончила Колледж Смит в Нортгемптоне (1943) и Джульярдскую школу (1947). На протяжении всей жизни была связана с Пабло Казальсом, у которого училась частным образом во Франции, проводя там по шесть месяцев в году в 1947—1953 гг.
Дебютировала в Нью-Йорке в 1949 г. В 1951—1952 гг. играла в струнном квартете под руководством Саши Шнайдера, в дальнейшем участвовала в различных камерных ансамблях, в том числе вместе с Казальсом (при наличии в составе двух виолончелей). Оставила ряд ансамблевых записей, в том числе струнный секстет си-бемоль минор Иоганнеса Брамса (1956, с Айзеком Стерном, Шнайдером, Казальсом и др.), фортепианное трио си-бемоль мажор Вольфганга Амадея Моцарта (1968, с Хайме Ларедо и Рудольфом Серкином) и т. д.
В 1960-е гг. музыкант-резидент Университета Брендайса, преподавала также в ряде других учебных заведений, в том числе в летней школе Марлборо.
Подготовила к изданию полное собрание сюит Иоганна Себастьяна Баха для виолончели соло в редакции Казальса.